# 張福運

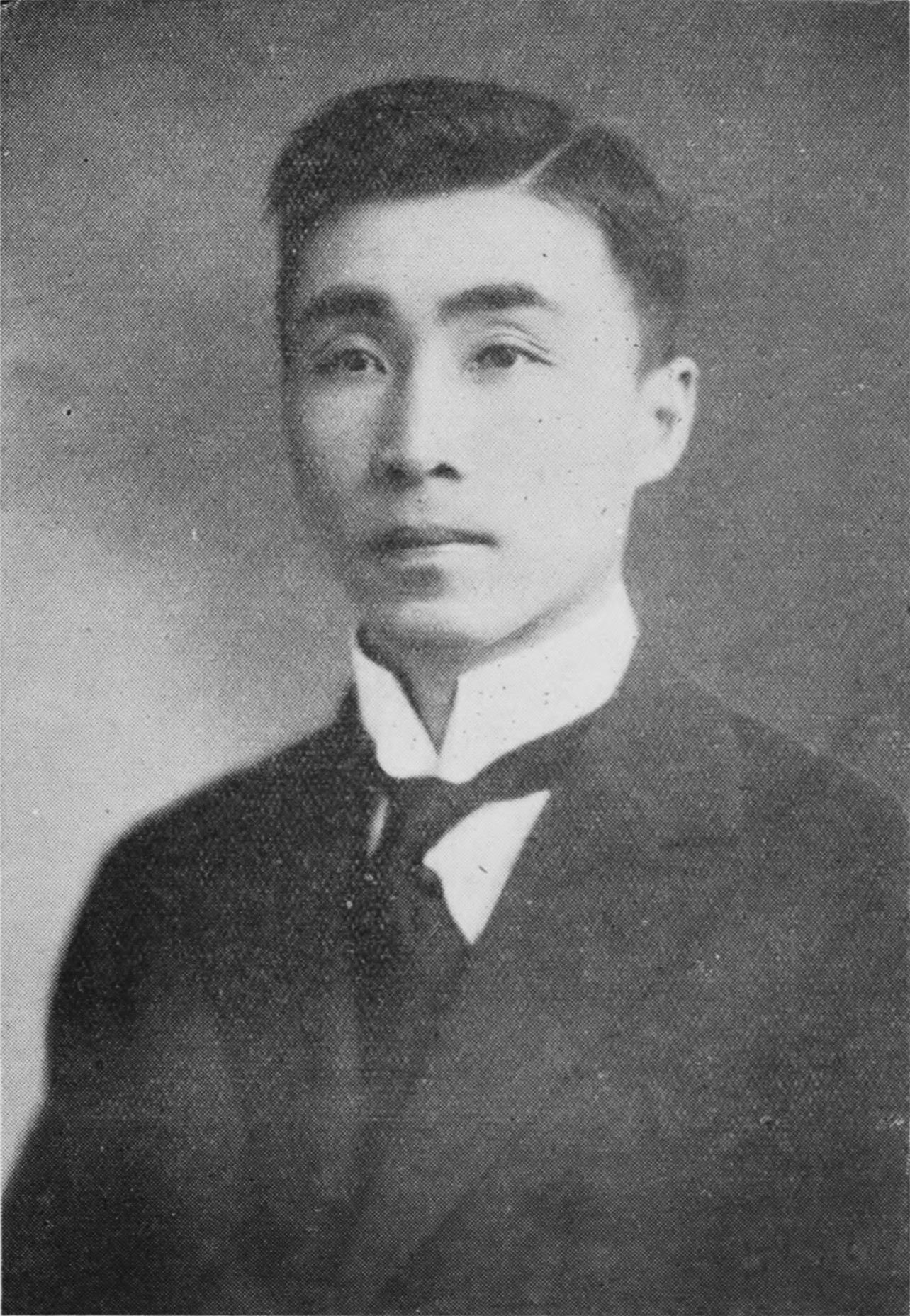

张福运（1890年—1983年），山东福山（今烟台）人。中国法学家、中华民国官员。

## 生平
1910年，张福运考取清华庚款留美预备班。1911年，他入美国哈佛大学，成为历史上首位就读于哈佛大学法学院的中国人。1917年，他毕业并获得了哈佛大学法学士学位。
归国后，他在北京大学教国际法。后来，他到北京政府交通部和外交部工作，历任交通部航政司司长等职务。1920年，他和薛桂轮、梅贻琦、蔡正、黄凤华等人组织清华幸福委员会，以促进清华大学和清华同学会的发展。他曾任1921年至1922年参加华盛顿会议的中国代表团的秘书。1922年至1925年，他任交通大学（北京）校长。
1927年，他应国民政府财政部部长宋子文的邀请，任国民政府财政部第一任关务署署长兼国定税则委员会委员长。在其任内，截至1930年，中国收复全部关税自主权。任内他还通过改革完成了中国海关的国有化。此后，他曾任职于全国经济委员会、中国国防供应公司等机构，曾任联合国大会中国代表团的法律与经济委员会代表。后来，他重任国民政府关务署署长兼国定税则委员会委员长。1949年，他到美国，任职于亚洲学会。
1983年，他在美国旧金山寓所内逝世。
女兒張之香为美國共和黨籍外交官，首位亞裔美國人大使（代表美國出使尼泊爾）。1998年創立中美教育基金。

## 延伸阅读
[在维基数据编辑]
 《海上名人傳·張景文》，出自《海上名人傳》
 在维基共享资源阅览影像